# Alana Blahoski
Alana Olga Blahoski (* 29. April 1974 in Saint Paul, Minnesota) ist eine ehemalige US-amerikanische Eishockeyspielerin und -trainerin. Blahoski war von 1996 bis 2001 Mitglied der Frauen-Eishockeynationalmannschaft der Vereinigten Staaten und wurde mit dieser bei den Olympischen Winterspielen 1998 in Nagano Olympiasiegerin. Darüber hinaus war sie zwischen 2004 und 2006 als Assistenztrainerin des Teams tätig und gewann – nachdem sie als Spielerin vier Silbermedaillen bei Weltmeisterschaften errungen hatte – mit diesem die Goldmedaille bei der Weltmeisterschaft 2005.

## Karriere
Blahoski verbrachte ihre Highschool-Zeit bis 1992 an der Johnson High School in ihrer Geburtsstadt Saint Paul und wechselte von dort an das Providence College. Während ihrer vierjährigen Zeit an der Universität spielte sie dort – neben ihrem Soziologie-Studium – für das Universitätsteam in der ECAC Hockey – sowohl Eishockey als auch Softball. Für das Eishockeyteam hatte die Stürmerin binnen der vier Jahre 83 Scorerpunkte, darunter 35 Tore, erzielt.
Nach ihrem Collegeabschluss wechselte Blahoski in den US-amerikanischen Eishockeyverband USA Hockey, den sie die folgenden fünf Jahre mit der Frauen-Eishockeynationalmannschaft der Vereinigten Staaten in nahezu jedem bedeutsamen internationalen Turnier vertrat. Nach dem Gewinn der Silbermedaille bei der Weltmeisterschaft 1997 nahm die Angreiferin am erstmals ausgetragenen Fraueneishockeyturnier im Rahmen der Olympischen Winterspiele 1998 im japanischen Nagano. Dort krönte sie ihre Karriere mit dem Gewinn der Goldmedaille. Anschließend bestritt Blahoski die Weltmeisterschaften 1999, 2000 und 2001, die allesamt mit weiteren Silbermedaillengewinnen endeten. Im Sommer 2001 beendete sie ihre aktive Karriere.
Blahoski strebte daraufhin eine Tätigkeit als Trainerin an und arbeitete ab 2003 als Assistenztrainerin der US-amerikanischen Frauennationalmannschaft. Bis 2006 absolvierte sie zwei Weltmeisterschaften hinter der Bande, darunter auch die Weltmeisterschaft 2005, bei der die US-Girls erstmals die Weltmeisterschaft gewannen. Ebenso nahm sie als Assistenztrainerin an den Olympischen Winterspielen 2006 in Turin teil, wo die Amerikanerinnen den dritten Rang und damit Bronze erreichten. Bereits im Jahr 2004 war sie Cheftrainerin des weiblichen U22-Kaders des Verbandes geworden, den sie in der Folge über einen längeren Zeitraum betreute.

## Erfolge und Auszeichnungen
| - 1997 Silbermedaille bei der Weltmeisterschaft - 1998 Goldmedaille bei den Olympischen Winterspielen - 1999 Silbermedaille bei der Weltmeisterschaft - 2000 Silbermedaille bei der Weltmeisterschaft | - 2001 Silbermedaille bei der Weltmeisterschaft - 2004 Silbermedaille bei der Weltmeisterschaft (als Assistenztrainerin) - 2005 Goldmedaille bei der Weltmeisterschaft (als Assistenztrainerin) - 2006 Bronzemedaille bei den Olympischen Winterspielen (als Assistenztrainerin) |